# Taeniophyllum copelandii
Taeniophyllum copelandii är en orkidéart som beskrevs av Oakes Ames. Taeniophyllum copelandii ingår i släktet Taeniophyllum och familjen orkidéer. Inga underarter finns listade i Catalogue of Life.